# Culex gameti
Culex gameti är en tvåvingeart som beskrevs av Bailly-choumara 1966. Culex gameti ingår i släktet Culex och familjen stickmyggor.
Artens utbredningsområde är Kamerun. Inga underarter finns listade i Catalogue of Life.